# Karl-Heinz Schnibbe
Karl-Heinz Schnibbe (* 5. Januar 1924 in Hamburg; † 9. Mai 2010 nahe Salt Lake City, Utah, Vereinigte Staaten) war ein deutscher Widerstandskämpfer gegen den Nationalsozialismus.

## Leben
Karl-Heinz Schnibbe, der Mitglied der deutschen Mormonenkirche war, trat im Alter von zwölf Jahren gegen den Willen seines Vaters der Hitler-Jugend (HJ) bei, wurde aber später wegen Befehlsverweigerung aus dieser wieder ausgeschlossen.
Gemeinsam mit seinem ebenfalls mormonischen, ein Jahr jüngeren Freund Helmuth Hübener, bildete er eine Widerstandsgruppe, der auch Rudolf Wobbe und Gerhard Düwer angehörten. Die Jugendlichen hörten im Jahr 1941 heimlich Rundfunksendungen der britischen BBC und verteilten deren Meldungen in Protest-Flugblättern in Hamburger Arbeiterwohnvierteln.
Die Helmuth-Hübener-Gruppe wurde im Februar 1942 aufgedeckt und durch Angehörige der Gestapo verhaftet. Schnibbe wurde zunächst in das Konzentrationslager Fuhlsbüttel eingesperrt. Im August 1942 verurteilte der Volksgerichtshof in Berlin Helmuth Hübener zum Tod, Schnibbe kam mit fünf Jahren Zuchthaus vergleichsweise glimpflich davon. Hübener wurde am 27. Oktober 1942 in dem Strafgefängnis Berlin-Plötzensee hingerichtet, während Schnibbe seine Haftstrafe in Hamburg verbüßen musste. Im Frühjahr 1945 geriet Schnibbe nach seiner Befreiung aus dem Gefängnis fälschlicherweise in amerikanische und sowjetische Kriegsgefangenschaft.
Anfang 1952 wanderte Schnibbe nach Salt Lake City im US-Bundesstaat Utah aus, deren größter Bevölkerungsteil der mormonischen Glaubensgemeinschaft angehört. Dort arbeitete Schnibbe als Maler und Tapezierer. 1991 veröffentlichte er seine Lebenserinnerungen im Buch „Jugendliche gegen Hitler“. Er unternahm viele Reisen nach Deutschland, zuletzt 2006, um in Vorträgen und Symposien, beispielsweise an Schulen und Jugendeinrichtungen, den Jugendlichen von seinen Leiden und Erfahrungen während der NS-Zeit zu berichten. Außerdem besuchte er tiefbewegt die Hinrichtungsstätte seines Freundes Helmuth Hübener in Berlin-Plötzensee.
Karl-Heinz Schnibbe starb am 9. Mai 2010 in der Nähe von Salt Lake City. Er war verheiratet und hatte zwei Kinder. Die „Kirche Jesu Christi der Heiligen der Letzten Tage“ würdigte aus diesem Anlass in einem Nachruf Schnibbes „aufrechten Charakter“.

## Werk
- Karl-Heinz Schnibbe: Jugendliche gegen Hitler – die Helmuth-Hübener-Gruppe in Hamburg 194-42. Dokumentiert von Blair Holmes und Alan Keele. Berg am See 1991 ISBN 3-921655-75-7